# Chess Titans
Chess Titans é o programa de xadrez que acompanha o sistema operacional proprietário da Microsoft denominado Windows Vista em suas versões Ultimate e Home Premium. Ele também é incluso no Windows 7. Com gráficos usando aceleração 3D via DirectX 10, o Chess Titans tem dez níveis de dificuldade e nove opções de peças e tabuleiros. Uma característica fundamental é prever o movimento das peças, ensinando aos principiantes os primeiros passos na prática do enxadrismo.